# Flickblomflugor (Meligramma)
Flickblomflugor (Meligramma) är ett släkte i familjen blomflugor. Även släktena Melangyna och Meliscaeva har det svenska namnet flickblomflugor. 

## Kännetecken
Längden är mellan 8 och 10 millimeter för de nordiska arterna. Ansiktet är gult och saknar svart mittstrimma, vilket skiljer detta släkte från arter i släktet Melangyna. Bakkroppen har gula parfläckar på tergit 2 till 4, honan även på tergit 5. Ryggskölden är metallglänsande och skutellen gulaktig. Ögonen saknar synlig behåring. 

## Levnadssätt
Larverna lever på bladlöss på lövträd och buskar och storvuxna örter. De är goda flygara och arterna har ofta stora utbredningsområden.

## Utbredning
Det finns 6 kända arter varav 3 har palearktisk utbredning och 3 finns i Nordamerika.

### Arter i Norden
I Norden finns 2 arter, bägge är påträffade i Sverige. De är utbredda i större delen av Sverige men är inte allmänna. 
- Sommarflickblomfluga (M. guttata).
- Vårflickblomfluga (M. triangulifera).

## Systematik
Ibland inkluderas arterna majblomfluga (Epistrophella euchroma) och kilblomfluga (Fagisyrphus cinctus) i Meligramma. Släktet räknas ibland som undersläkte till Melangyna. 

## Etymologi
Det vetenskapliga namnet Meligramma betyder honungstecknad på grekiska.